# 13 أكتوبر
- السبت
- الأحد
- الاثنين
- الثلاثاء
- الأربعاء
- الخميس
- الجمعة

- 275 ربيع الآخر 1447  هـ
- 286 ربيع الآخر 1447  هـ
- 297 ربيع الآخر 1447  هـ
- 308 ربيع الآخر 1447  هـ
- 19 ربيع الآخر 1447  هـ
- 210 ربيع الآخر 1447  هـ
- 311 ربيع الآخر 1447  هـ
- 412 ربيع الآخر 1447  هـ
- 513 ربيع الآخر 1447  هـ
- 614 ربيع الآخر 1447  هـ
- 715 ربيع الآخر 1447  هـ
- 816 ربيع الآخر 1447  هـ
- 917 ربيع الآخر 1447  هـ
- 1018 ربيع الآخر 1447  هـ
- 1119 ربيع الآخر 1447  هـ
- 1220 ربيع الآخر 1447  هـ
- 1321 ربيع الآخر 1447  هـ
- 1422 ربيع الآخر 1447  هـ
- 1523 ربيع الآخر 1447  هـ
- 1624 ربيع الآخر 1447  هـ
- 1725 ربيع الآخر 1447  هـ
- 1826 ربيع الآخر 1447  هـ
- 1927 ربيع الآخر 1447  هـ
- 2028 ربيع الآخر 1447  هـ
- 2129 ربيع الآخر 1447  هـ
- 2230 ربيع الآخر 1447  هـ
- 231 جمادى الأولى 1447  هـ
- 242 جمادى الأولى 1447  هـ
- 253 جمادى الأولى 1447  هـ
- 264 جمادى الأولى 1447  هـ
- 275 جمادى الأولى 1447  هـ
- 286 جمادى الأولى 1447  هـ
- 297 جمادى الأولى 1447  هـ
- 308 جمادى الأولى 1447  هـ
- 319 جمادى الأولى 1447  هـ

13 أكتوبر أو 13 تشرين الأوَّل أو يوم 13 \ 10 (اليوم الثالث عشر من الشهر العاشر) هو اليوم السادس والثمانين بعد المئتين (286) من السنوات البسيطة، أو السابع والثمانين بعد المئتين (287) في السنوات الكبيسة، وفقًا للتقويم الميلادي الغربي (الغريغوري). يبقى بعده 79 يومًا على انتهاء السنة.

## أحداث
- 54 - نيرون يتولى عرش الإمبراطورية الرومانية.
- 1307 - اعتقال جميع فرسان الهيكل بفرنسا بأمر من الملك فيليب الرابع بتنسيق مع كليمنت الخامس.
- 1792 - وضع حجر الأساس لمبنى البيت الأبيض في الولايات المتحدة ليكون مقرًا دائمًا لإقامة الرئيس الأمريكي.
- 1812 - وقوع معركة مرتفعات كوينزتون، أولى المعارك الكبرى في حرب 1812 بين قوات الولايات المتحدة الأمريكية من جهة، وقوات الإمبراطورية البريطانية من جهة أخرى، وانتهت بانتصار الجيش البريطاني.
- 1837 - القوات الفرنسية تتمكن من دخول مدينة قسنطينة الجزائرية بعد مرور أكثر من سبع سنوات على بداية الغزو الفرنسي.
- 1881 - إحياء اللغة العبرية عندما وافق «اليعازر بن يهودا» وأصدقاؤه على استعمالها حصريًا في محادثاتهم.
- 1909 - تنفيذ الحكم بالإعدام على اللاسلطوي فرانسيسك فيرير في برشلونة بعد أحداث الأسبوع المأساوي.
- 1911 - القوات الإيطالية تبدأ بالنزول إلى الشاطئ الليبي في بداية الحملة البرية الرامية إلى احتلال ليبيا.
- 1923 - نقل العاصمة التركية إلى مدينة أنقرة وذلك بدلًا من إسطنبول العاصمة التاريخية للعثمانيين.
- 1944 - ريغا عاصمة لاتفيا تسقط بيد الجيش الأحمر.
- 1954 - الإعلان عن تأسيس هيئة الاتحاد الوطني في البحرين، وهي حركة وطنية تحررية قاومت الاستعمار البريطاني والرجعية القبلية.
- 1970 - تشكيل وزارة صائب سلام في لبنان، وهي الحكومة الأولى في عهد الرئيس سليمان فرنجيّة.
- 1972 - سقوط طائرة الرحلة 571 لسلاح الجو الأوروغوياني في جبال الأنديز.
- 1977 - أربعة فلسطينيون يختطفون طائرة لوفتهانزا رحلة 181 إلى الصومال ويطلبون الإفراج عن 11 عضوًا من جماعة الجيش الأحمر.
- 1988 - الإعلان عن فوز الأديب المصري نجيب محفوظ بجائزة نوبل في الأدب.
- 1990 -
  - عملية عسكرية لبنانية / سورية ضد قائد الجيش اللبناني رئيس الحكومة العسكرية ميشال عون المتحصن في قصر بعبدا الرئاسي والذي اعتبر متمردًا، أدت العملية إلى خروج عون من القصر الرئاسي ومقتل واعتقال العديد من مناصريه.
  - افتتاح أعمال المؤتمر الشعبي الكويتي المنعقد في مدينة جدة السعودية تحت رعاية أمير الكويت الشيخ جابر الأحمد الصباح وذلك للتباحث حول احتلال العراق للكويت.
- 1998 - الحكومة اليوغسلافية توافق على تنفيذ قرار مجلس الأمن الدولي بمنح إقليم كوسوفو ذو الأغلبية الألبانية الحكم الذاتي.
- 2012 - إصابة الرئيس الموريتاني محمد ولد عبد العزيز بإطلاق نار تم على إثره نقله إلى المستشفى العسكري بنواكشوط ثم إلى فرنسا للعلاج.
- 2016 -
  - الإعلان عن فوز بوب ديلان بجائزة نوبل في الأدب لعام 2016.
  - اختيار رئيس الوزراء البرتغالي السابق أنطونيو غوتيريش أميناً عاما جديداً للأمم المتحدة خلفاً لبان كي مون.
- 2019 -
  - فوز الحقوقي التونسي قيس سعيِّد في الانتخابات الرئاسية التونسية بنسبة 72.71%، مقابل حصول منافسه نبيل القروي على 27.29%، بنسبة مشاركة بلغت 55%، وتقرر تسلُّم سعيّد الرئاسة في 23 أكتوبر 2019.
  - نشوب أكثر من مائة حريق في غابات ثلاث محافظات سورية، استطاعت قوات الدفاع المدني السوري السيطرة على معظمها في ظرف ثلاثة أيام من نشوبها.
  - تواصل سلسلة من حرائق الغابات في لبنان، ورئيس الوزراء سعد الدين الحريري يطلب مساعدات دولية لاحتوائها.
- 2020 - إعلان حكومة دولة الكويت عن تعليق مشروع ميناء مبارك الكبير، لإجراء مزيد من دراسات الجدوى.
- 2021 - مقتل خمسة أشخاص وإصابة ثلاثة آخرين في هجوم في كونجسبرج، النرويج.
- 2022 - مجلس النواب العراقي ينتخب مرشح الاتحاد الوطني الكردستاني عبد اللطيف جمال رشيد رئيسًا للجمهورية، وتكليف مرشح الإطار التنسيقي محمد شياع السوداني بتشكيل الحكومة.

## مواليد
- 1895 - جمال جورسيل، رابع رؤساء تركيا.
- 1899 - فؤاد شفيق، ممثل مصري.
- 1925 - مارغريت ثاتشر، رئيسة وزراء المملكة المتحدة.
- 1931 - ريموند كوبا، لاعب كرة قدم فرنسي.
- 1934 - جاك كولفين، ممثل أمريكي.
- 1938 - ناهدة الرماح، ممثلة عراقية.
- 1943 - سيغفيرد كيرستشين، حكم كرة قدم ألماني.
- 1945 - ديزي بوترس، رئيس سورينام.
- 1948 - نصرت فتح علي خان، مغني وموسيقي باكستاني.
- 1949 - حمادي الجبالي، رئيس وزراء تونسي.
- 1958 - جمال خاشقجي، صحفي وإعلامي سعودي.
- 1964 -
  - هدى الخطيب، ممثلة إماراتية.
  - ماسايا أونوساكا، ممثل أداء صوتي ياباني.
- 1967 - كايت والش، ممثلة أمريكية.
- 1969 -
  - عمر تيترادزه، لاعب كرة قدم روسي.
  - محمد جميل أحمد، نائب رئيس المالديف الرابع.
- 1971 - ساشا بارون كوهين، ممثل إنجليزي.
- 1972 - فؤاد أنور، لاعب كرة قدم سعودي.
- 1979 - ويس براون، لاعب كرة قدم إنجليزي.
- 1980 -
  - آشانتي، مغنية أمريكية.
  - سكوت باركر، لاعب كرة قدم إنجليزي.
- 1986 - غابرييل أغبونلاهور، لاعب كرة قدم إنجليزي،
- 1988 - سكوت جيمسون، لاعب كرة قدم أسترالي.
- 1992 - آرون ديسميوك، ممثل أداء صوتي أمريكي.
- 1995 - بارك جيمين، مغني كوري جنوبي.،

## وفيات
- 54 - كلوديوس، إمبراطور روماني.
- 1812 - إسحق بروك، ميجر جنرال في جيش الامبراطورية البريطانية.
- 1825 - ماكسيمليان جوزف الأول، ملك ألمانيا.
- 1919 - كارل غيلوروب، شاعر دنماركي حاصل على جائزة نوبل في الأدب عام 1917.
- 1926 - شوريدة الشيرازي، شاعر إيراني.
- 1940 - داود أبو شقرا، ضابط شرطة لبناني.
- 1950 - محمد طاهر السماوي، فقيه ومؤرخ أدبي وشاعر عراقي.
- 1968 - بي بيناديرت، ممثلة أمريكية.
- 1973 -
  - ألبرت ماندلر، عسكري إسرائيلي.
  - كامل سلطان الخفاجي، نقيب طيار عراقي.
- 1984 - فؤاد نقولا غصن، سياسي لبناني.
- 1987 - والتر براتين، عالم فيزياء أمريكي حاصل على جائزة نوبل في الفيزياء عام 1956.
- 1990 - لي دوك ثو، سياسي وعسكري فيتنامي حاصل على جائزة نوبل للسلام عام 1973.
- 1995 - علي فايق زغلول، إعلامي مصري.
- 2003 - برترام بروكهاوس، عالم فيزياء كندي حاصل على جائزة نوبل في الفيزياء عام 1994.
- 2007 - فاطمة موسى، أكاديمية وناقدة ومترجمة مصرية.
- 2016 - بوميبول أدولياديج، ملك تايلاند الثالث والخمسون.

## أعياد ومناسبات
- عيد القديس إدوارد المعترف في الكاثوليكية.

## وصلات خارجية
- وكالة الأنباء القطريَّة: حدث في مثل هذا اليوم.
- أرشيف مصر: حدث في مثل هذا اليوم.
- BBC: حدث في مثل هذا اليوم.